# Quercus edithiae
Quercus edithiae és una espècie de roure que pertany a la família de les fagàcies i està dins del subgènere Cyclobalanopsis, del gènere Quercus.

## Descripció
Quercus edithiae és un arbre de fins a 20 m d'alçada. Les branques lleugerament angulars, glabres; en el segon any les branques són lenticel·lades; lenticel·les soltes, petites. Les fulles coriàcies són glabres, oblongoel·líptiques a obovades, 5-16 × 2-6 cm, adaxialment verd fosc, grisenc o blanquinós, base cuneada, marge apical 1/3 remotament en forma serrada, amb un pecíol de 2-3 cm glabrós. L'àpex amb una punta curta i contundent; nervi mitjà adaxialment plana; nervis secundaris de 9-12 a cada costat del nervi central, poc visibles; els nervis terciaris abaxialment conspícues. Les inflorescències femenines d'1 a 2 cm amb cúpules entre 3 o 4. Els raquis són infructescents curts, d'1 cm de gruix, amb 1 o 2 fruits. La cúpula és amb forma de bol, 1,2-1,5 × 1,8-2,5 cm, que tanca 1/4-1/3 de la gla, l'exterior de color marró ataronjat velutinós, a l'interior d'un virat de color marró ataronjat, paret de 2-3 mm de gruix; bràctees en 6-8 anells, marge de 2 o 3 subsenceres basals, altres denticulades. Les glans són el·lipsoides a cilindricoel·lipsoides, de 30-45 × 20-30 mm, amb una cicatriu d'uns 7 mm de diàmetre lleugerament convex; estil persistent, umbonat, puberulent. Fructifica entre octubre i desembre.

## Distribució i hàbitat
Quercus edithiae creix al sud de la Xina, a les províncies de Guangdong, Guangxi, i Hainan i al Vietnam, als boscos muntanyencs perennifolis de fulla ampla entre els 400 i 1800 m.

## Taxonomia
Quercus edithiae va ser descrita per Skan i publicat a Hooker's Icones Plantarum 27(3): pl. 2661. 1900.
Etimologia
Quercus: nom genèric del llatí que designava igualment al roure i a l'alzina.
edithiae: epítet.